# Pletschmühle (Niers)
Die Pletschmühle war eine Wassermühle mit einem oberschlächtigen Wasserrad am Oberlauf der Niers im Mönchengladbacher Stadtteil Wanlo im Regierungsbezirk Düsseldorf.

## Geographie
Die Pletschmühle hatte ihren Standort auf der rechten Seite der Niers an der Straße An der Mühle 17 im Mönchengladbacher Stadtteil Wanlo. Etwa 400 m oberhalb befand sich die Schwalmer Mühle, unterhalb hatte die Kappelsmühle ihren Standort. Das Gelände, auf dem das Mühlengebäude stand, hat eine Höhe von ca. 67 m über NN.

## Gewässer
Die Niers (GEWKZ) 286 in ihrem alten Flussbett versorgte bis zur Flussbegradigung über Jahrhunderte zahlreiche Mühlen mit Wasser. Die Quelle der Niers ist in Kuckum, einem Ortsteil der Stadt Erkelenz. Bis zur Mündung in die Maas bei Gennep (Niederlande) hat die Niers eine Gesamtlänge von 117,668 km und ein Gesamteinzugsgebiet von 1.380,630 km2. Die Quelle liegt bei 73 m ü. NN, die Mündung bei 9 m ü. NN. Die Pflege und Unterhaltung des Gewässers obliegt dem Niersverband.

## Geschichte
Die erste urkundliche Erwähnung der Pletschmühle geht auf das Jahr 1533 zurück. Um 1650 gehörte sie zum Haus Keyenberg, einem Rittergut südlich von Wanlo. Nach langen Erbschaftsprozessen wurde der Mühlenplatz 1692/93 versteigert. Die verrottete Mühle wurde wieder aufgebaut und als Mahlmühle genutzt.
Betrieben wurde die Mühle zuerst als Walkmühle. Der vorgelagerte Mühlenteich und das oberschlächtige Wasserrad der Mühle sorgten für eine gute Energieausnutzung. Die oberschlächtige Nutzung und das damit plätschernde Wasser verliehen der Mühle ihren Namen. Nach einem Besitzerwechsel im Jahre 1817 wurde die Mühle nach dem Eigentümer auch Brandsmühle genannt. Heute erinnert nur noch die Straßenbezeichnung An der Mühle an den einstigen Standort. Mit der Niersbegradigung im Jahre 1870 wurde auch der Mühlenbetrieb eingestellt.

## Galerie

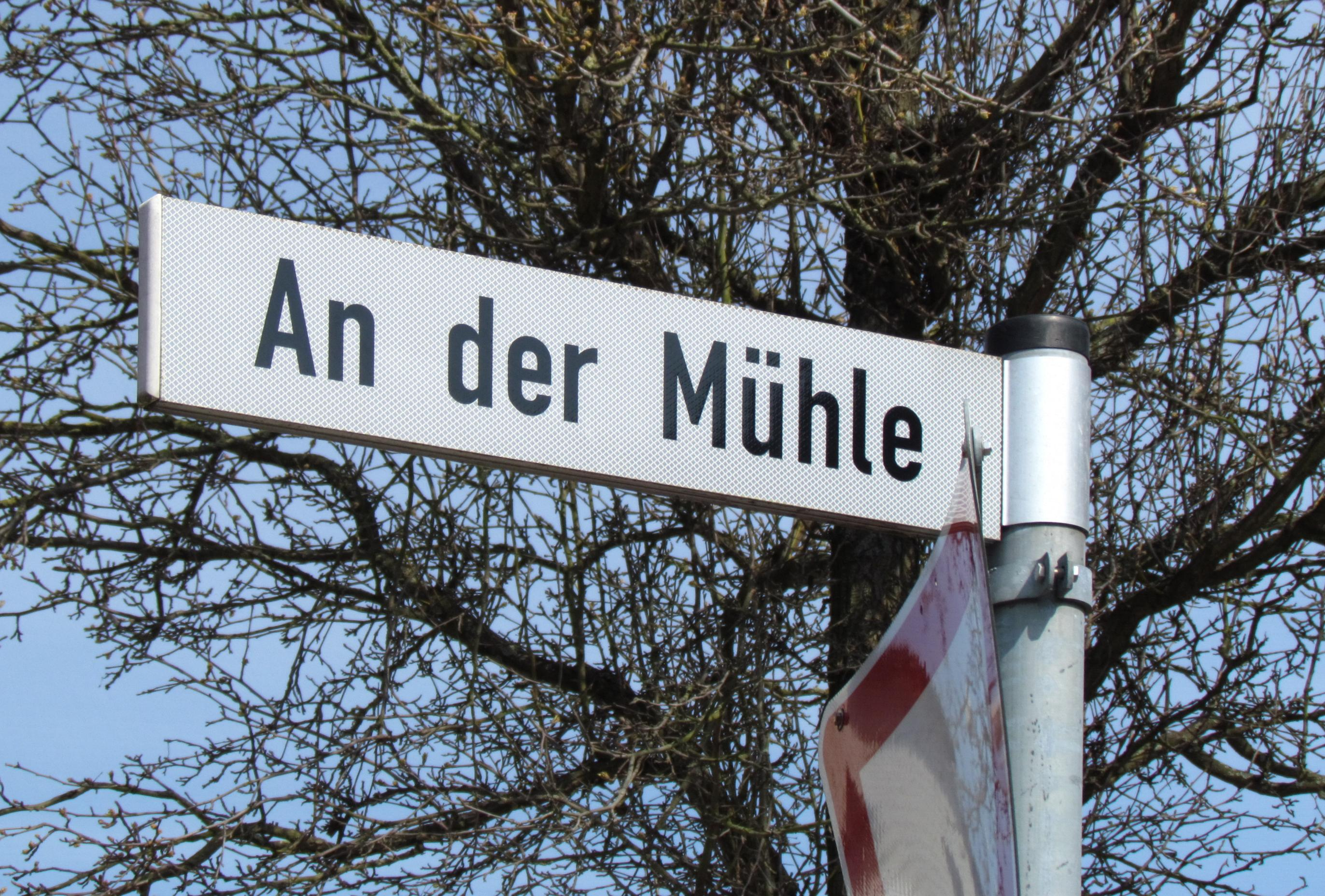
Straßenbezeichnung An der Mühle
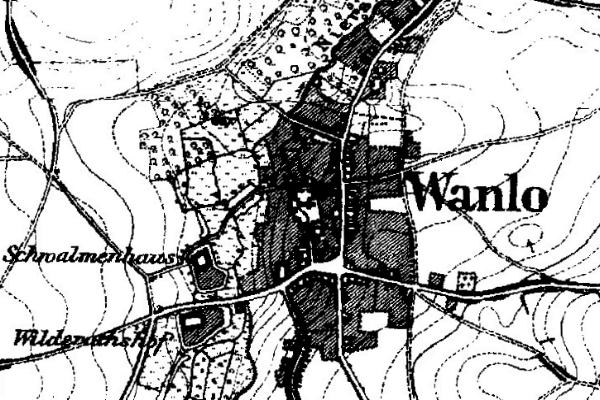
Die Ortslage Wanlo auf der Karte Neuaufnahme von 1912
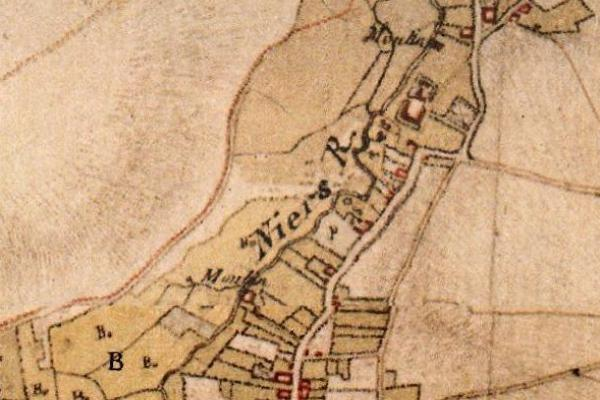
Die Ortslage Wanlo auf der Tranchotkarte 1803–1820